# Quacksalber

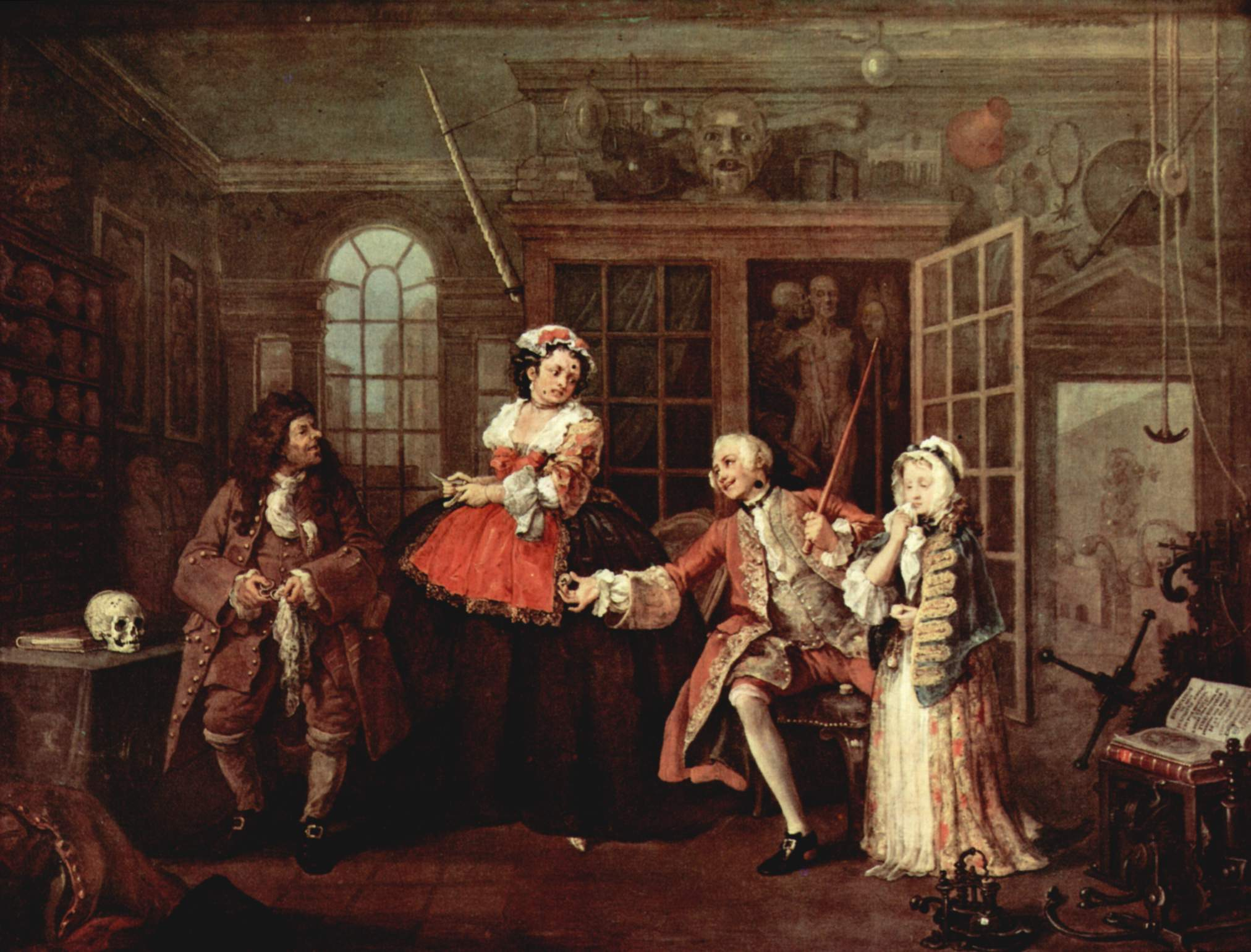
Besuch beim Kurpfuscher
(William Hogarth, um 1745)

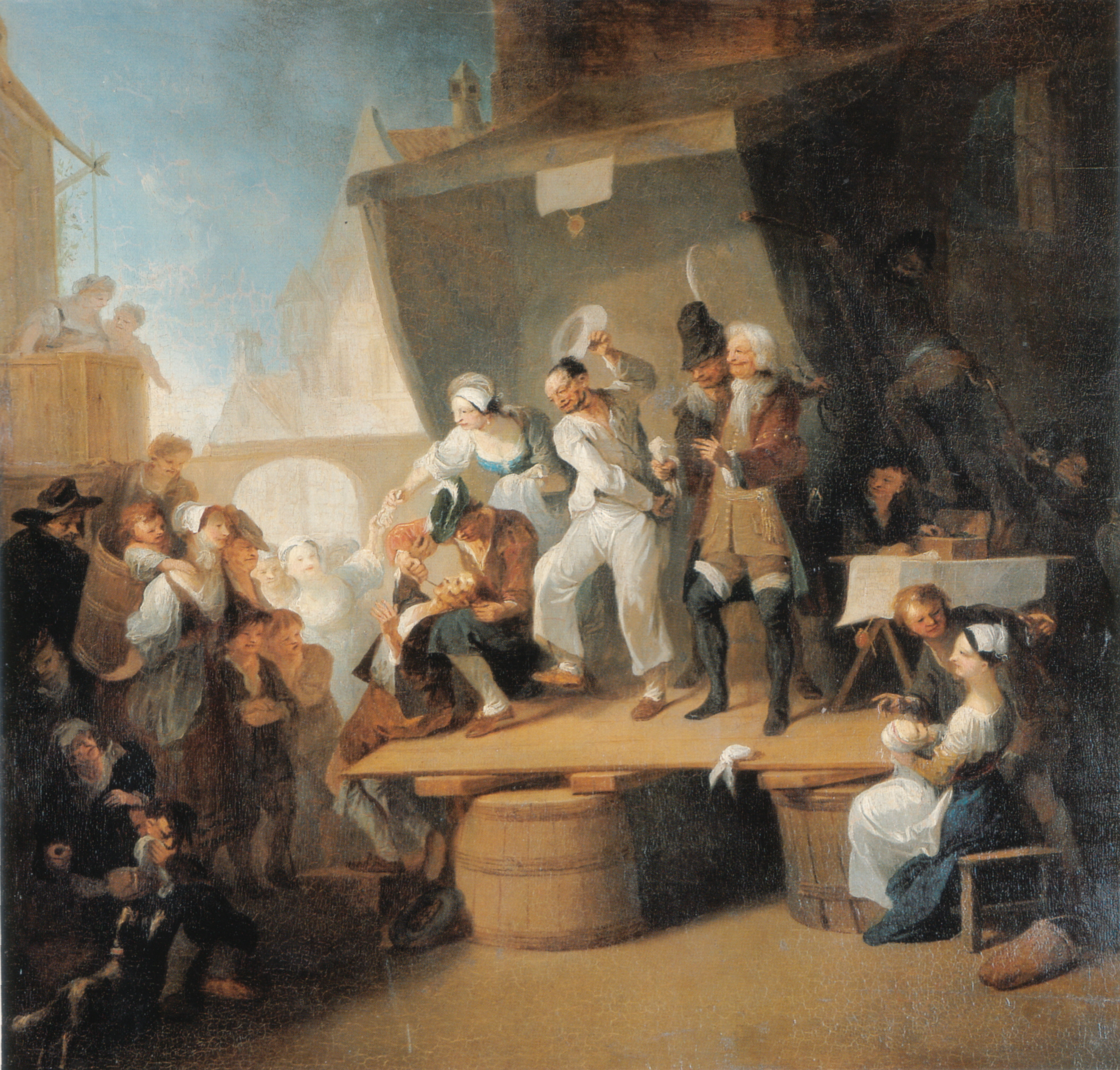
Der Quacksalber
(Franz Anton Maulbertsch, vor 1785)

Quacksalber ist ein volkstümlicher Ausdruck für jemanden, der ohne die nötige Qualifikation und Befugnis die Heilkunde ausübt. In anderen Worten ist so jemand ein Pfuscher (bzw. Medikaster) oder Kurpfuscher oder auch jemand mit dubiosen Heilmitteln und -methoden.
Im übertragenen Sinne wird das Wort auch für Fachwissen, eine spezielle Ausbildung (wie der Hochstapler Gert Postel) oder herausragendes Können vorgebende Laien anderer Gebiete verwendet (zum Beispiel auch auf musikalischem wie etwa beim „musicalischen Quack-Salber“ von Johann Kuhnau).

## Etymologie
Der Begriff wurde im 16. Jahrhundert aus dem Niederländischen (kwakszalver, Kompositum aus kwaken „quaken, schwatzen, prahlen“ und zalver „Salber, Verkäufer von Salben“) ins Deutsche entlehnt und bezeichnet ursprünglich offenbar jemanden, der marktschreierisch Salben und sonstige Heilmittel und -methoden zum Verkauf anpreist. Trotz der äußeren Ähnlichkeit des Wortes ist es mit Quecksilber nicht verwandt, eine gelegentlich behauptete Herleitung davon – aufgrund von Quecksilbersalbe (Quacksalbe bei Thurneysser im Onomasticum von 1583), die früher gegen Syphilis verwendet wurde – wird in etymologischen Wörterbüchern selten vertreten.

## Weitere und ähnliche Bezeichnungen
Oft wurden und werden Begriffe wie Afterarzt, Pfuscher, Kurpfuscher, Scharlatan, Medikaster, Störer, Stümpelarzt, Urinprophet, Theriakkrämer oder Barfußarzt gleichbedeutend verwendet und damit eine offensichtliche oder unterstellte betrügerische Absicht und Unwirksamkeit der empfohlenen Methoden teils anders gewichtet, auch wenn es Unterschiede gibt.